# Flawiana (Popowa)
Flawiana, imię świeckie Jekatierina Aleksandrowna Popowa (ur. 1821 w Moskwie, zm. 1 stycznia 1878 w Wilnie) – rosyjska mniszka prawosławna, pierwsza przełożona i współorganizatorka monasteru św. Marii Magdaleny w Wilnie.

## Życiorys
Córka radcy tytularnego, w wieku szesnastu lat wstąpiła do monasteru św. Aleksego w Moskwie jako posłusznica. Postrzyżyny mnisze przyjęła piętnaście lat później, z rąk archimandryty Platona z Monasteru Spaso-Andronikowskiego. W 1855 została ekonomką monasteru św. Aleksego. Dziesięć lat później, po utworzeniu w Wilnie żeńskiego klasztoru św. Marii Magdaleny, mniszka Flawiana została wyznaczona na jego pierwszą przełożoną, zaś biskup brzeski Ignacy nadał jej godność igumeni. Pierwsze mniszki nowo powstałego monasteru także w większości pochodziły z monasteru św. Aleksego w Moskwie.
Pod kierunkiem ihumenii Flawiany przeprowadzona została przebudowa budynków dawnego klasztoru wizytek, odebranego im przez władze carskie w 1864, w tym przekształcenie kościoła Serca Jezusowego w cerkiew św. Marii Magdaleny. Oprócz wymienionej głównej świątyni monasterskiej powstała także druga cerkiew Opieki Matki Bożej. Dodatkowe budynki wzniesiono w kompleksie klasztornym, z przeznaczeniem na cele mniszek i prowadzony przez nie przytułek. Instytucja ta działała od 1868, a jej bezpośrednią kierowniczką także była ihumenia Flawiana. Uczyła także w szkole dla wychowanków języka rosyjskiego, Pisma Świętego, rękodzieła, nadzorowała także pracę innych nauczycieli. Ihumenia Flawiana założyła przy klasztorze także pracownię ikonopisania, którą jako miłośniczka malarstwa osobiście kierowała. Powstające w pracowni ikony były wystawiane dla kultu w cerkwiach w Wilnie i poza nim, jak również trafiały, na zamówienie, do prywatnych domów. Flawiana otworzyła następnie także pracownię szycia szat liturgicznych.
W 1871 ihumenia została nagrodzona przez Świątobliwy Synod Rządzący krzyżem napierśnym, zaś w 1877 wysunięto jej kandydaturę do nagrody krzyża z ozdobami. Ihumenia Flawiana zmarła jednak w 1878 po krótkiej chorobie. Została pochowana na terenie monasteru. Po tym, gdy klasztor został zrewindykowany na rzecz wizytek, jej nagrobek przeniesiono na cmentarz prawosławny w Wilnie.